# Constantino Ruiz Carnero
Constantino Ruiz Carnero (Torre del Campo, 8 de septiembre de 1887-Granada, 8 de agosto de 1936) fue un escritor y periodista español. Durante más de diez años fue director del diario El Defensor de Granada, uno de los diarios más importantes de la capital granadina. Tras el estallido de la Guerra Civil, fue detenido y murió víctima de la represión de los militares sublevados.

## Biografía
Nacido en el municipio jienense de Torre del Campo, a edad temprana se trasladó a Granada. Va a ser allí donde desarrollará su principal actividad. Inicialmente destacó como autor dramático, escribiendo varias obras: Esas mujeres, El País de Babia, La Hoguera, Una Mujer en la sombra y Siluetas de Constancio. En 1915 publicó junto a José Mora Guarnido la que será su obra más célebre, El Libro de Granada. Sin embargo, a posteriori Ruiz Carnero destacará más por su faceta periodística.
Perteneció a la Juventud Tradicionalista y fue vocal de la Junta carlista de Granada. Durante esos años fue además redactor del periódico carlista local La Verdad.
Ya en 1904 publicó su primer artículo periodístico —relativo a la Alhambra y titulado La Leyenda— en el periódico local El Noticiero Granadino. En 1915, Ruiz Carnero empezó a trabajar como redactor para el conocido periódico El Defensor de Granada, diario que pasó a dirigir a partir de 1924. Tres años después (1927) el periódico tenía una tirada de 12 000 ejemplares diarios, lo que lo convertía en el diario más importante de Granada.
Desde su llegada a Granada se convirtió en uno de los principales miembros de la vida cultural y social de la ciudad. Esto le llevó a entrar en contacto con numerosas personalidades locales. Entre otros, mantuvo una estrecha amistad con el poeta Federico García Lorca. Ruiz Carnero también se afilió a la masonería.
Desde joven estuvo muy relacionado con el mundo de la política, llegando a pertenecer a un pequeño grupo de republicanos liberales. Tras la proclamación de la Segunda República fue simpatizante de Acción Republicana (AR) y fue elegido concejal en el Ayuntamiento. Posteriormente se afilió a Izquierda Republicana (IR) y se convirtió en un destacado miembro local de este partido. Tras las elecciones de febrero de 1936 asumió interinamente la alcaldía de Granada, ocupando el cargo durante dos semanas. En estos meses Ruiz Carnero se mostró muy crítico con los partidos derechistas, y desde su periódico publicó varios artículos críticos con la CEDA. Quizás fue esto lo que provocó que a comienzos de julio de 1936 fuera asaltado en su vivienda por el jefe local de Acción Popular, un partido afiliado a la CEDA.
Tras el triunfo de la rebelión militar en Granada, Ruiz Carnero fue detenido por los sublevados el 27 de julio. El 6 de agosto, unas horas antes de ser fusilado, Ruiz Carnero fue golpeado en las gafas con la culata de un fusil, rompiéndole las gafas, y a consecuencia del golpe estuvo agonizando durante varias horas. Posteriormente fue llevado a las tapias del cementerio para ser fusilado, a pesar de que para entonces ya estaba muerto. La represión también alcanzó a El Defensor de Granada, que fue clausurado.